# Epicrionops niger
Espèce
Synonymes
- Rhinatrema nigrum Dunn, 1942

Statut de conservation UICN

 LC  : Préoccupation mineure
Epicrionops niger est une espèce de gymnophiones de la famille des Rhinatrematidae.

## Répartition
Cette espèce se rencontre de 100 à 1 700 m d'altitude dans l'État de Bolívar au Venezuela et dans l'ouest du Guyana.
Sa présence est incertaine au Brésil.

## Publication originale
- Dunn, 1942 : The American caecilians. Bulletin of the Museum of Comparative Zoology, vol. 91, no 6, p. 437-540 (texte intégral).